# エンタープライズ寄港阻止佐世保闘争事件
エンタープライズ寄港阻止佐世保闘争事件（エンタープライズきこうそしさせぼとうそうじけん）とは1968年に発生した佐世保エンタープライズ寄港阻止闘争において長崎県佐世保市でデモ隊と警官隊が衝突した事件。「佐世保事件」「佐世保エンプラ事件」とも呼ばれる。道路交通法によってデモ活動に対して刑事罰を科すことについて日本国憲法第21条の観点から争点となった。

## 概要
1968年1月17日から1月21日にかけて、学生を中心とするデモ隊は長崎県佐世保市で米海軍原子力空母であるエンタープライズの佐世保基地への寄港を実力で阻止しようとして事前に許可を取ることなくデモを行なって佐世保基地に侵入し、基地周辺で警戒中だった警察官らと衝突した。
この事件では70人が逮捕され、指導的立場にあった十数名が道路交通法違反（無許可デモ）、凶器準備集合罪、公務執行妨害罪、傷害罪、刑事特別法の罪状で起訴された。無許可デモについては長崎県や佐世保市に公安条例がなかったため、道路交通法違反での起訴となった。
1977年11月15日に長崎地方裁判所は被告人らを有罪とした。被告人は上訴し、道路交通法でも無許可デモについて「（道路交通法第77条は）祭りや道路工事や露店などを主な規制対象としており、この規定で表現の自由の一形態であるデモを規制し、警察の許可を受けなければならないとする運用は憲法第21条に違反する」と主張した。
1982年11月16日に最高裁判所は「道路交通法第77条の規定は道路使用の許可に関して明確で合理的な基準を掲げ、道路でも集団行進が許可されない場合を厳格に制限している」「集団行進に警察署長の許可が与えられない場合は行進の規模、態様、コース、時刻等に照らし、行進が行われると道路の機能を著しく害すると認められ、しかも警察署長が行進の方法などの条件を付けても、そういう事態を防げないと予告した場合に限られる」「このような場合に当たらない集団行進に対し、警察署長の許可を拒むことは許されない」と判示した上で被告の上告を棄却し、全員の有罪が確定した。